# Bistum Kansas City-Saint Joseph
Das Bistum Kansas City-Saint Joseph (lat.: Dioecesis Kansanopolitanae-Sancti Josephi) ist eine in den Vereinigten Staaten gelegene römisch-katholische Diözese mit Sitz in Kansas City, Missouri. 

## Geschichte
Das Bistum Kansas City-Saint Joseph wurde am 10. September 1880 durch Papst Leo XIII. aus Gebietsabtretungen des Erzbistums Saint Louis als Bistum Kansas City errichtet. Es wurde dem Erzbistum Saint Louis als Suffraganbistum unterstellt. Am 2. Juli 1956 wurde das Bistum Kansas City mit dem Bistum Saint Joseph zusammengelegt und in Bistum Kansas City-Saint Joseph umbenannt.
Am 6. September 2012 wurde der amtierende Ortsbischof Robert Finn zu einer zweijährigen Bewährungsstrafe wegen Vertuschung sexuellen Missbrauchs von Kindern verurteilt, weil er die Herstellung von Kinderpornografie durch den Diözesanpriester Shawn Ratigan gedeckt hatte. Finn blieb trotz seiner Verurteilung bis zum April 2015 im Amt.

## Territorium
Das Bistum Kansas City-Saint Joseph umfasst die im Bundesstaat Missouri gelegenen Gebiete Andrew County, Atchison County, Bates County, Buchanan County, Caldwell County, Carroll County, Cass County, Clay County, Clinton County, Daviess County, DeKalb County, Gentry County, Grundy County, Harrison County, Henry County, Holt County, Jackson County, Johnson County, Lafayette County, Livingston County, Mercer County, Nodaway County, Platte County, Ray County, St. Clair County, Vernon County und Worth County.

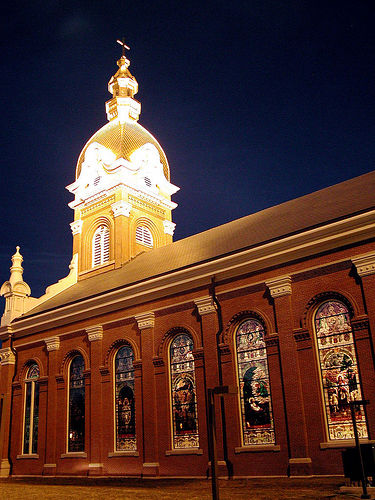
Kathedrale Immaculate Conception
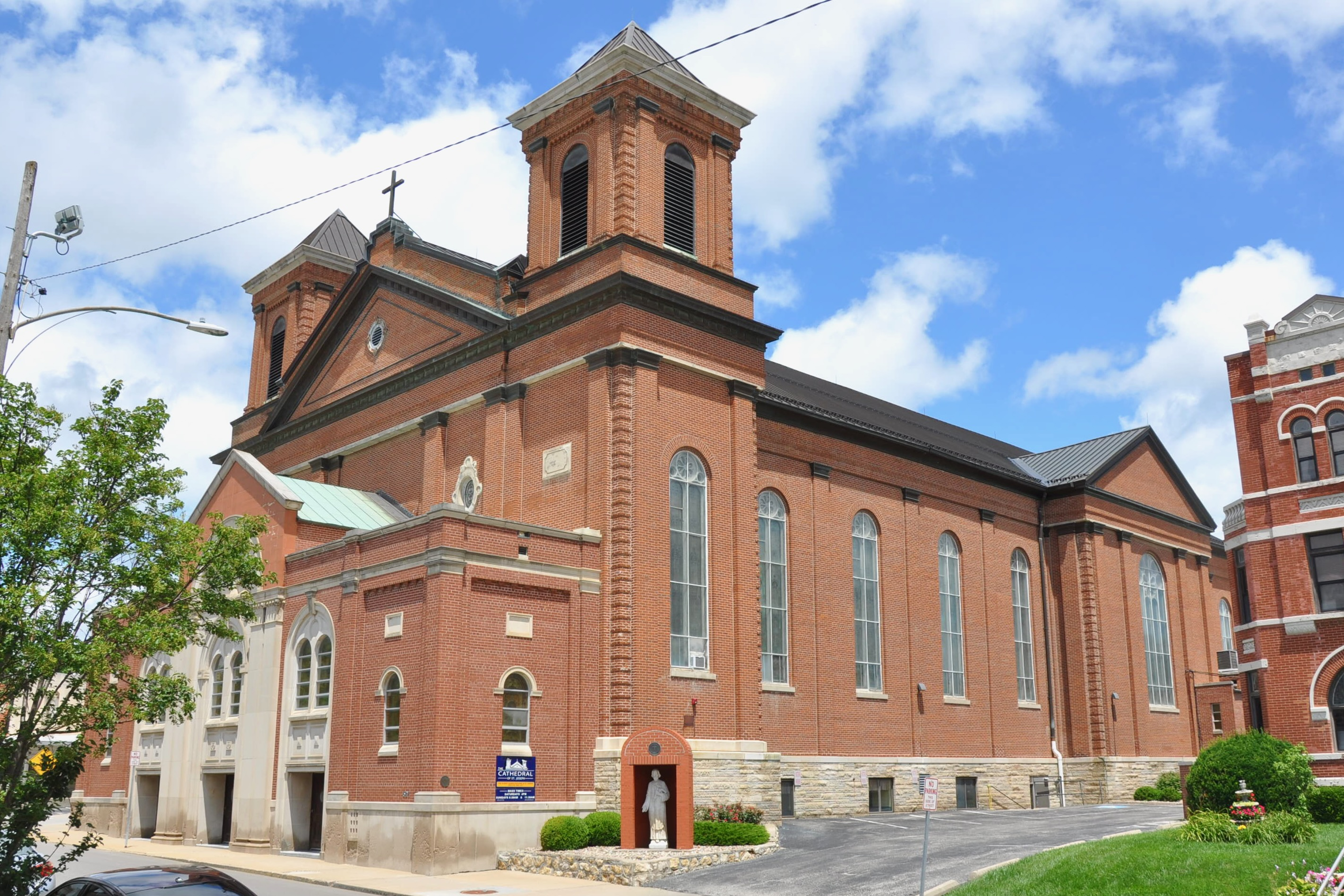
Konkathedrale Saint Joseph

## Ordinarien

### Bischöfe von Kansas City
- John Joseph Hogan, 1880–1913
- Thomas Francis Lillis, 1913–1938
- Edwin Vincent O’Hara, 1939–1956

### Bischöfe von Kansas City-Saint Joseph
- Edwin Vincent O’Hara, 1956
- John Cody, 1956–1961, dann Erzbischof von New Orleans
- Charles Herman Helmsing, 1962–1977
- John Joseph Sullivan, 1977–1993
- Raymond James Boland, 1993–2005
- Robert William Finn, 2005–2015
- James Vann Johnston seit 2015